# 山田裕貴のオールナイトニッポンシリーズ
『山田裕貴のオールナイトニッポンシリーズ』（やまだゆうきのオールナイトニッポンシリーズ）はニッポン放送で放送されているラジオ番組の総称。
2022年4月5日（4日深夜）から2024年3月26日（25日深夜）まで『山田裕貴のオールナイトニッポンX』（やまだゆうきのオールナイトニッポンクロス）が放送され、2024年4月2日（1日深夜）からは『山田裕貴のオールナイトニッポン』が放送されている。

## 概要
これは、2022年3月16日に行われたオールナイトニッポンXの新パーソナリティ発表記者会見で明らかになったもの。山田裕貴は2021年12月に「菅田将暉のオールナイトニッポン」にゲスト出演し、2022年1月に単発で「山田裕貴のオールナイトニッポン」が放送された。
2024年4月2日（1日深夜）から月曜1部に放送枠を移動し、『山田裕貴のオールナイトニッポン』として放送されている。

## 現在のコーナー

### 『山GO the Distance』
番組から募集したテーマに沿った一言を、山田が好きなディズニーのアニメ映画『ヘラクレス』の主題歌『Go the Distance』に乗せて読み上げるコーナー。

### 『エピソードだけで選ぶよリクエスト』
リスナーから聴きたい楽曲と、その曲にまつわるエピソードを送ってもらい、山田が送られてきた複数のエピソードからグッときた内容のメールを一通選出し、そのメールに書かれた曲をオンエアするコーナー。なお、選ばれなかったメールに書かれた曲については山田＆リスナーには一切伝えられない。

### 『山ちゃんコレ知ってる？』
ジングルとして行われているコーナー。リスナーから「山ちゃんコレ知ってる？」という質問で出されたお題に山田が回答する。

## 不定期コーナー

### 『サクリファイス』
声に出したい叫びをリスナーから募集し、それを山田がまふまふの『サクリファイス』に乗せて叫ぶコーナー。X時代から存在するコーナーであり、現在はゲストが来る際に行われることが多い。

## 過去のコーナー

### 『Xフライドポテトを食べてひと休ミミ』
ミニストップの商品「Xフライドポテト」とのコラボコーナー。

### 『リスナープロデュース！』
山田がアンバサダーを務めるカラオケのエンタメプラットフォーム「X PARK」を展開する『JOYSOUND』とのコラボコーナー。山田が「歌手デビューした」世界線で起きそうなことを募集していた。2024年7月末、『集え！リスナー作詞家！』と交代する形で終了。

### 『やーーーだぁ！』
リスナーから日常の「やーだ！」と思うコトを募集するコーナー。

### 『集え！リスナー作詞家！』
2024年8月開始。『リスナープロデュース！』と同じく『JOYSOUND』とのコラボコーナー。シンガーソングライター・水野あつが作曲した番組オリジナルテーマソングの歌詞をリスナーから募集し、のちに歌詞が完成。山田がボーカルを務める曲「なかま」（作詞：ニッポン放送、作曲：水野あつ）として、『JOYSOUND』でカラオケの配信が開始された。

### 『第一報！』
山田がリスナーからの第一報を受け取るコーナー。

### 『変えたい』
山田がCM出演している『ヱビスビール』とのタイアップコーナー。リスナーが『変えたい』出来事を募集する。

### 『YELL』
リスナーの身に起こった「悔しかった出来事」をキアラ・セトルの「This Is Me」に乗せて山田が読み上げるコーナー。

### 『一筆』
もし有名人が身の回りの物に一筆入れるなら、どんな物にどんな一筆を入れるのかをリスナーから募集するコーナー。あまり手ごたえを感じなかった事から、わずか2回で終了した。

### 『修練』
勇者という設定の山田が、目の前の巨大な岩を斬るためのインパクトのあるワードをリスナーから募集するコーナー。
2025年3月中には一旦勇者の設定から離れ、「荒野に草花を生やすための呪文の練習をしている」魔法使いという設定に変わった。

### 『モンスターハンター 熱量』
『モンスターハンターワイルズ』とのコラボコーナー。モンスターハンターシリーズに詳しい山田がリスナーからのモンハンに関する質問に熱量を持って答える。

## 放送時間
- ANNX：火曜 0:00-0:58（月曜深夜）
- ANN：火曜 1:00-3:00（月曜深夜）

## パーソナリティ
- 山田裕貴

## ゲストおよびその他の出演者

### オールナイトニッポンX
- 2022年6月14日（13日深夜）- 勝地涼
- 2022年8月30日（29日深夜）- 高橋文哉
- 2022年9月20日（19日深夜）- ヤジマリー。（スカチャン）
- 2022年10月11日（10日深夜）- 志磨遼平
- 2022年10月18日（17日深夜）- 前田公輝
- 2022年11月8日（7日深夜）- 板東功太郎（ミニストップ株式会社執行役員商品統括本部本部長)・ミミップ（ミニストップ公式キャラクター）
- 2023年6月13日（12日深夜）- 赤楚衛二・上白石萌歌
- 2023年6月20日（19日深夜）- 北村匠海
- 2023年7月18日（17日深夜） - 渋谷龍太（SUPER BEAVER）
- 2023年7月25日（24日深夜） - 有村架純
- 2023年8月8日（7日深夜） - かれん・miyou（Little Glee Monster）
- 2023年8月29日（28日深夜） - ムロツヨシ
- 2023年9月19日（18日深夜） - 松本潤（嵐）[6]

### オールナイトニッポン
- 2024年4月15日（16日深夜）- 菅田将暉
- 2024年6月10日（11日深夜）- 勝地涼
- 2024年8月5日（6日深夜）- RYO-Z、DJ FUMIYA（RIP SLYME）、川島葵
- 2024年8月26日（27日深夜）- 山田家（山田和利、山田麻生、山田の母、エルちゃんの魂）
- 2024年10月21日（22日深夜）- 井ノ原快彦、田口浩正、羽田美智子
- 2024年12月9日（10日深夜）- 前田公輝、川島葵、キマグレン
- 2025年2月3日（4日深夜）- 中村倫也
- 2025年4月7日（8日深夜）- 辻本良三（「モンスターハンターワイルズ」プロデューサー）
- 2025年4月21日（22日深夜）- 赤楚衛二
- 2025年6月4日（5日深夜）- 志磨遼平（ドレスコーズ）
- 2025年6月9日（10日深夜）- 藤原丈一郎（なにわ男子）
- 2025年7月28日（29日深夜）- 堤真一

## 番組イベント
- 「山田裕貴のオールナイトニッポンX 横浜アリーナ王におれはなる！」（2024年1月13日、横浜アリーナ）[7]

出演ゲスト：SUPER BEAVER、DISH//、ドレスコーズ、Little Glee Monster、前田公輝、川島葵、ヤジマリー。（スカチャン）、安井順平
シークレットゲスト：勝地涼、赤楚衛二
コメント出演：永野芽郁、山本昌、笑福亭鶴光
俳優がパーソナリティを務めるラジオ番組の番組イベントとしては、ニッポン放送史上、最大規模の開催となった。
- 「山田裕貴のオールナイトニッポン ドラゴンフェニックス甲子園」（2025年10月26日、横浜アリーナ）

出演ゲスト：スキマスイッチ、Kep1er、Aogumo、勝地涼
二回目となる番組イベント。

## テーマ曲
- オープニング（オールナイトニッポンX）：「Bittersweet Sanba -Ayase Remix-」
- オープニング（オールナイトニッポン）：Herb Alpert & The Tijuana Brass「Bittersweet Sanba」
- エンディング：Less Than Jank「All My Best Friends Are Metalheads」

## 代理番組
- 2022年8月9日（8日深夜） - ジェラードン
- 2022年9月13日（12日深夜） - 水曜日のカンパネラ
- 2023年1月3日（2日深夜） - なえなの
- 2023年9月12日（11日深夜） - 令和ロマン
- 2024年1月2日（1日深夜） - 山田杏奈
- 2024年9月10日（9日深夜） - YOASOBI
- 2024年11月18日（19日深夜） - 渋谷龍太（SUPER BEAVER）
- 2024年11月25日（26日深夜） - 仲野太賀
- 2024年12月31日（30日深夜） - ファーストサマーウイカ